# Tadeusz Szlenkier
Tadeusz Szlenkier (ur. 25 września 1979 w Warszawie) – polski śpiewak solista operowy – tenor.

## Życiorys
Syn Karola Szlenkiera i Małgorzaty Nostitz-Jackowskiej.
W latach 1998–2003 studiował filozofię na Uniwersytecie Warszawskim. W latach 2007–2009 odbywał studia wokalno-aktorskie na Yale University School of Music, które ukończył w maju 2009 z tytułem Master of Music. Kształcił się wokalnie w klasie Romana Węgrzyna i Richarda Crossa.
Zadebiutował w 2004 w Operze Krakowskiej jako Alfred w Zemście nietoperza.
W 2004 wystąpił jako jeden z Trzech Polskich Tenorów (Dariusz Stachura, Paweł Skałuba i Tadeusz Szlenkier) w Orchestra Hall w Chicago. W lutym 2006 wziął udział w wykonaniu Requiem Giuseppe Verdiego w Konzerthaus we Fryburgu w Niemczech, a w czerwcu tego roku odbył z tamtejszą filharmonią tournée po Brazylii. W 2006 debiutował na scenie operowej Teatru Wielkiego w Poznaniu partią Króla Gustawa w Balu maskowym Giuseppe Verdiego.
W 2008 uczestniczył w koncertowym wykonaniu opery Luigiego Cherubiniego Lodoïska w ramach XII Wielkanocnego Festiwalu Ludwiga van Beethovena, pod opieką artystyczną Christy Ludwig w Warszawie.
W 2008 roku zaśpiewał partię Pasterza w Królu Rogerze K. Szymanowskiego podczas Bard Summer Festival w Annandale-on-Hudson, wykonał także partię tenorową w pierwszej amerykańskiej prezentacji scenicznej baletu Harnasie.
Wielokrotny uczestnik festiwali polskich i zagranicznych. Dwukrotnie śpiewał podczas festiwalu Musica em Trancoso w Brazylii. Wielokrotnie brał udział w Europejskim Festiwalu im. Jana Kiepury w Krynicy.
20 lutego 2011 był gościem programu „Spotkania z Artystą” w Operze Krakowskiej organizowanego przez Towarzystwo Przyjaciół Opery w Krakowie.
Od 2010 jest na stałe związany z bydgoską Operą Nova, gdzie kreuje pierwszoplanowe partie tenorowe (m.in. Jontek w Halce Stanisława Moniuszki, Turiddu w Rycerskości wieśniaczej P. Mascagniego).
W sezonie 2017/2018 artysta wykonał tytułowego Erosa w premierowej produkcji opery Eros i Psyche Ludomira Różyckiego.
Od sezonu 2018/2019 jest etatowym solistą Staatstheater Nürnberg w Niemczech.

## Wybrane role
Opera Krakowska w Krakowie
- 2005: Zemsta nietoperza jako Alfred
- 2011: Halka  jako Jontek

Teatr Wielki im. Stanisława Moniuszki w Poznaniu
- 2006: Bal maskowy jako Gustaw III

Opera Nova w Bydgoszczy
- 2006: Nabucco jako Ismaele
- 2010: La Gioconda jako Enzo Grimaldo
- 2010: Requiem
- 2010: Baron cygański jako Sándor Barinkay
- 2011: La Bohème jako Rodolfo
- 2012: Rusałka  jako Książę

Teatr Wielki w Łodzi
- 2011: Maria Stuarda jako Leicester

Teatr Wielki Opera Narodowa w Warszawie
- 2015: Straszny dwór jako Stefan
- 2016: Eros i Psyche jako Eros
- 2017: Madame Butterfly jako Pinkerton

Odgrywał też rolę Leicestera w Marii Stuardzie Donizettiego, Jontka w Halce Moniuszki oraz Pinkertona w Madamie Butterfly. Występuje w oratoriach, m.in. Requiem Verdiego, IX symfonii Beethovena, oraz Requiem Mozarta. W maju 2012 Szlenkier wystąpił jako Idomeneo w operze Mozarta w Teatro Municipal w Limie.
Wykonuje przeboje muzyki pop, między innymi podczas koncertów sylwestrowych w Operze Nova w Bydgoszczy.

## Nagrody i wyróżnienia
- 2002: Wyróżnienie na Konkursie im. Stanisława Moniuszki w Łodzi
- 2003: Pierwsza nagroda na Konkursie im. L. Różyckiego w Gliwicach
- 2005: pierwsze miejsce na Międzynarodowym Konkursie Wokalnym Klassik-Mania w Wiedniu
- 2005: Dyplom uznania ZASP z okazji Dnia Artysty Śpiewaka
- 2005: symboliczna nagroda dla faworyta orkiestry towarzyszącej solistom w konkursie Turniej Tenorów na Zamku w Szczecinie
- 2009: udział w nagraniu XII Wielkanocnego Festiwalu Ludwiga van Beethovena nominowanego do Nagrody Muzycznej Fryderyk w kategorii Album Roku Recital Wokalny, Opera, Operetki[15]
- 2010: Reprezentował Polskę na koncertach podczas Expo 2010 w Szanghaju.

## Życie prywatne
Jest żonaty ma troje dzieci: Karola, Marysię i Antoniego.